# Królewskie Muzeum Ontario
Królewskie Muzeum Ontario (ang. Royal Ontario Museum) – największe muzeum w Kanadzie, znajdujące się w Toronto, przy Bloor i Avenue Rd. Oprócz stałych ekspozycji, muzeum przygotowuje wystawy czasowe, organizuje warsztaty i prelekcje.

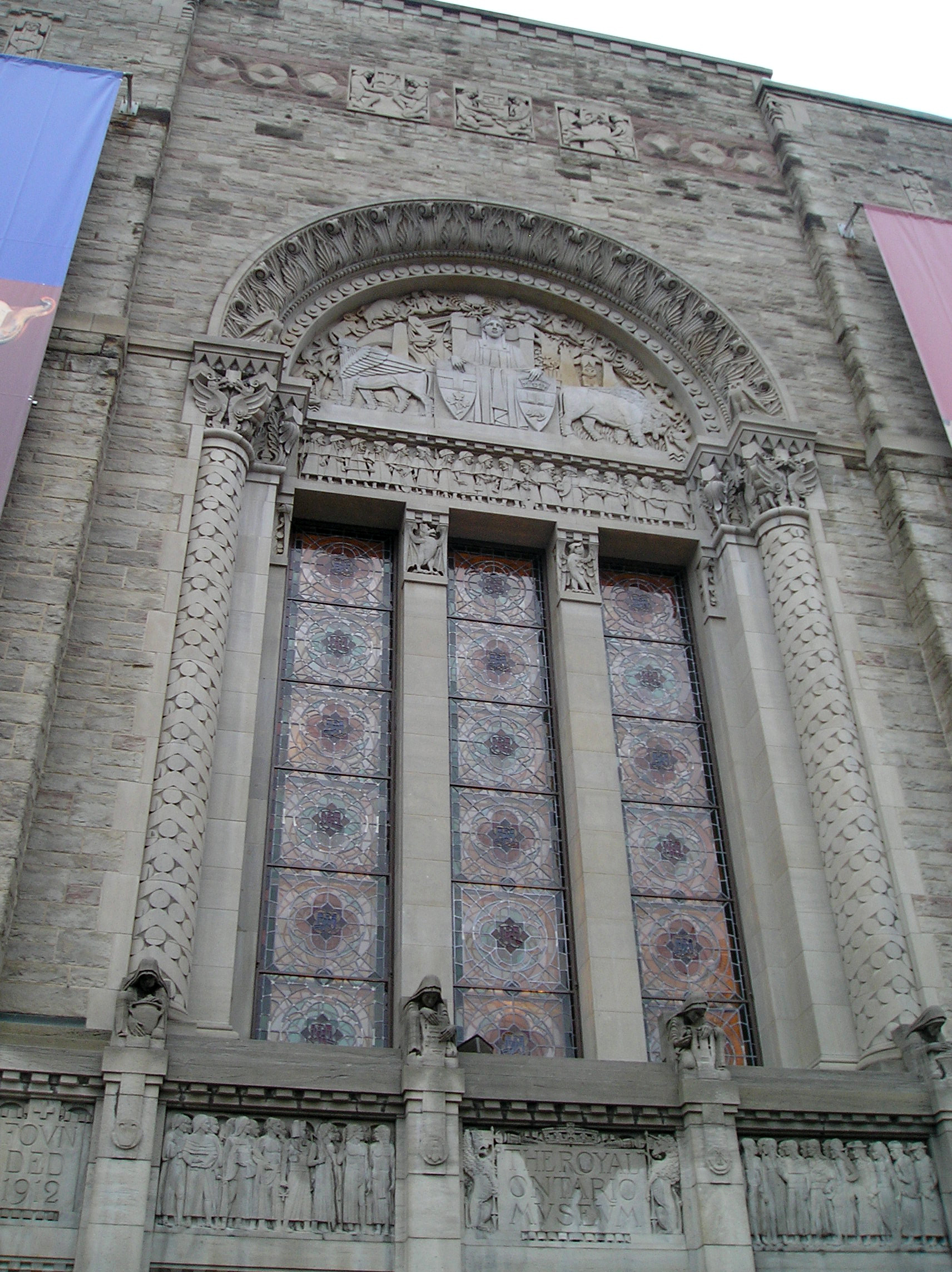
Wschodnie wejście do kompleksu ROM

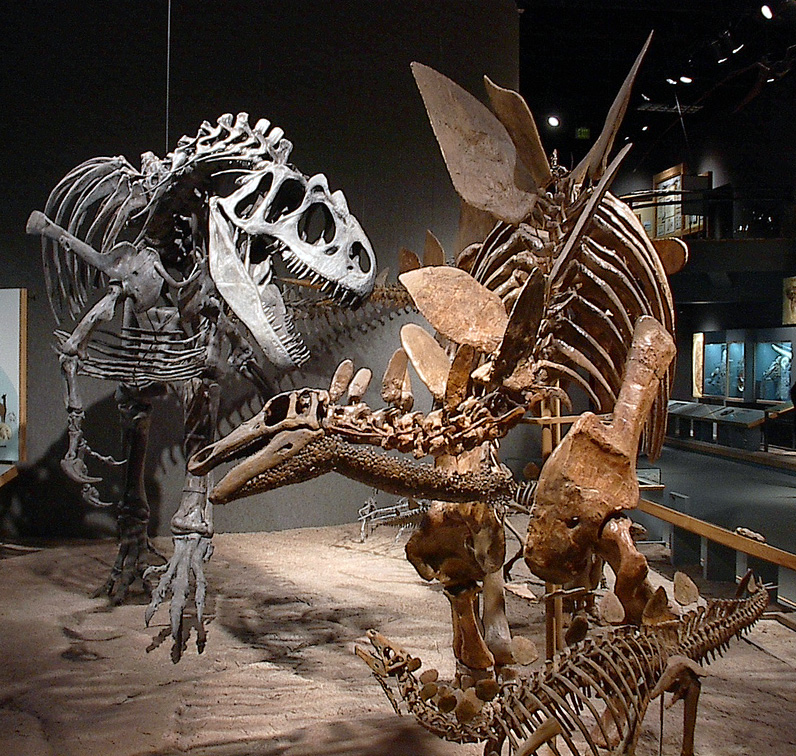
Fragment dawnej ekspozycji dinozaurów

Muzeum posiada ponad 6 milionów eksponatów, rocznie dodaje się ok. 70 tys. nowych. Muzeum utworzył 16 kwietnia 1912 lokalny parlament Ontario, przez uchwalenie ROM Act. Oficjalnie otworzył je 19 marca 1914 Duke of Connaught z rodziny królewskiej. Był to budynek znajdujący się obecnie na tyłach kompleksu, drugi budynek dodano w 1933. Potem jeszcze dodawano lub rekonstruowano całość parę razy. Do 1955 ROM funkcjonowało jako 5 osobnych muzeów, a w 1968 oddzielono go oficjalnie od uniwersytetu.
ROM co roku odwiedza około miliona osób. Muzeum oferuje m.in. ok. 40 galerii. Pierwszymi eksponatami przy głównym wejściu są totemy Indian Nisgaas i Haida (Kolumbia Brytyjska nad Pacyfikiem) o wysokości 24,5 m. Zostały zakupione w 1920. Hall, w którym stoją totemy, ma sklepienie wyłożone kafelkami z weneckiego szkła, połyskujące złotem. Dekoracje sufitu nawiązuje do 16 różnych kultur. Ekspozycje w muzeum dotyczą wielu tematów, od kamieni szlachetnych po odtworzoną jaskinię nietoperzy i żywe owady z rejonów tropikalnych, dinozaurów i innych dawno wymarłych zwierząt. Oddzielne piętra w paru budynkach poświęcone są historii Indian zamieszkujących Ontario, wyrobom Inuitów, sztuce i cywilizacji starożytnych Greków, Egipcjan czy Rzymian, a także wnętrzom europejskim z różnych okresów historycznych.
ROM posiada jeden z największych zbiorów dzieł sztuki Chin i Korei. Kolekcja obejmuje 8 tys. lat. Znaleźć w niej można zarówno misternie zdobione przedmioty codziennego użytku, jak i grobowiec dynastii Ming. Ostatnio muzeum wzbogaciło się o 1.800 okazów sztuki chińskiej i neolitycznej od państwa Tanenbaum. Wartość darowanej kolekcji jest szacowana na ponad 100 milionów dolarów. W SR Perren Gem and Gold Room znajdują się klejnoty, kamienie szlachetne i kryształy. Można zobaczyć między innymi największy na świecie ceruzyt (898 karatów).
Discovery Gallery i Hands-on Biodiversity, to z kolei ekspozycje w muzeum ROM, które charakteryzują się interaktywnymi eksponatami.